# Parallelia mima
Parallelia mima là một loài bướm đêm trong họ Erebidae.